# Comité de Asuntos Políticos de la Autonomía Local de Mongolia

La reunión fundacional del Comité Administrativo de Autonomía Local del Gobierno Nacional de Mongolia

El Comité de Asuntos Políticos de la Autonomía Local de Mongolia (蒙古地方自治政務委員會), también conocido como Consejo Pailingmiao o Consejo Peilingmiao, era un organismo político de etnia mongola en la República de China. El gobierno nacionalista autorizó su establecimiento en marzo de 1934.

## Antecedentes
El Comité surgió de una visita de Huang Shaoxiong como enviado a una conferencia sobre la autonomía de Mongolia celebrada en Bat-khaalag (Bailingmiao/Pailingmiao) tras la anexión japonesa de la provincia de Rehe. Temeroso de que los mongoles se pusieran del lado de los japoneses y causaran que China perdiera más territorio, Huang les prometió que podrían establecer un comité político autónomo y abrir una línea de comunicación directa con Nankín. Chiang Kai-shek, sabiendo que el poder limitado de su gobierno en Mongolia Interior restringía severamente sus opciones, escribió en su diario privado que tendría que conceder a los mongoles "cualquier cosa que deseen menos la independencia política total". Demchugdongrub se desempeñó como secretario general, mientras que Yondonwangchug ocupó la presidencia.

## Integrantes
Los miembros del comité incluyeron varias ligas y banderas de la nobleza:
- Yondonwangchug (líder de la liga de Ulanqab ), presidente del comité.
- Sodnam Labtan (索特那木拉布坦, (líder de la liga de Xilin Gol), vice chairman of the Committee
- Shagdurjab (沙克都尔扎布, (líder de la liga de Yeke-juu), vice-chairman of the Committee
- Demchugdongrub ((líder de la liga de Xilin Gol), general secretary of the Committee
- Altanochir ((líder de la liga de Yeke-juu)
- Babadorj (巴宝多尔济, jasagh de la Bandera Media Urad)
- Jodbajab (noble de Chahar)
- Gongchok Lashe (贡楚克拉什, noble de Chahar)
- Darijaya (jasagh de la Bandera de Alxa, Liga de Alxa)
- Toktaghu (托克托胡, noble de la Bandera de Ujimqin Oriental, Liga de Xilin Gol)
- Pandegunchab (潘迪恭扎布, jasagh de Dörbed, Liga de Ulanqab)
- Namjilsereng (那木吉勒色楞, líder de la Liga de Jerim)

Además de varios miembros étnicos mongoles del Kuomintang:
- Ünenbayan (representante de la Liga de Jerim en Pekín, miembro de la Comisión de Asuntos de Mongolia y el Tíbet)
- Enkhbat (恩克巴图; miembro del Comité Central de Supervisión del Kuomintang)
- Serengdongrub (miembro del Comité Ejecutivo Central del Kuomintang, miembro del Comité de Asuntos de Mongolia y el Tíbet)
- Kesingge (miembro suplente del Comité Ejecutivo Central del KMT, miembro de la Comisión de Asuntos de Mongolia y el Tíbet)
- Nima-odsor (miembro del Comité Central del Kuomintang)[1]

## Operación
El comité se inauguró oficialmente en una ceremonia en Bailingmiao en abril de 1934. A finales de junio, las oficinas se instalaron en el monasterio y sus sacerdotes las bendijeron. Sus enfrentamientos con otras autoridades regionales comenzaron de inmediato; tanto el Comité como el gobierno de la provincia de Suiyuan bajo el liderazgo Fu Zuoyi intentaron imponer aranceles a los bienes importados de Gansu. La nobleza regional como Shirabdorji de Urad tampoco cooperó con el Comité; En agosto de 1935, las fuerzas de Suiyuan, que buscaban aprovechar su conflicto, se enfrentaron nuevamente a las tropas del Comité cerca de la residencia de Shirabdorji y las obligaron a cederle más autoridad. El gobierno nacionalista tomó pocas medidas en el conflicto. Yondonwangchug, enojado por esto, amenazó con disolver el Comité en respuesta. El ejército japonés siguió de cerca el conflicto e incluso hizo que su fuerza aérea realizara varios sobrevuelos ilegales de Suiyuan a finales de septiembre.

## Colapso
A principios de 1936, los japoneses asesinaron a Nima-odsor, lo que generó temor entre los demás miembros del Comité, en particular su socio cercano Jodbajab, lo que lo llevó a colaborar con los japoneses. En marzo de 1936, Yondonwangchug renunció al Comité, luego de haber estado efectivamente retirado desde mediados de 1935. Shagdurjab fue elevado a la presidencia en su lugar, mientras que a Demchugdongrub se le ofreció la vicepresidencia. El consejo también abrió una delegación en Kalgan, encabezada por Puyintala. Posteriormente, el gobierno central ordenó al Comité que se trasladara a Chahar; sin embargo, el propio consejo se opuso a la orden en una reunión la semana siguiente, aparentemente porque se mostraron reacios a ceder la autoridad al nuevo Consejo Mongol de Suiyuan. Ese consejo, en Guisui (Hohhot), estaba bajo el control de Fu Zuoyi, y también fue asesorado por Yan Xishan. Demchugdongrub y Yondonwangchug se retiraron a Dehua y establecieron el Gobierno Militar Mongol, dejando el Comité extinto.